# David Starkey
Pour les articles homonymes, voir Starkey.
David Robert Starkey, né le 3 janvier 1945 à Kendal dans le comté de Cumbria au Royaume-Uni, est un historien constitutionnel, et présentateur de radio et de télévision britannique. Il est un spécialiste de la dynastie des Tudor et de la Période Tudor.

## Les premières années
Ses parents, Robert Starkey et Elsie Lyon, se sont mariés en 1935 dans la ville de Bolton, dans un Friends Meeting House.

## Études
Starkey a été éduqué au lycée de Kendal (maintenant connu sous le nom de Kirkbie Kendal School). Il a obtenu une bourse pour le Fitzwilliam College de l'Université de Cambridge, dont il est membre honoraire. Il a étudié à Cambridge, sous l'influence du Professeur G. R. Elton. Selon Starkey, Elton a fourni la figure du père sévère qu'il n'avait jamais eu, contre qui se rebeller.

## Carrière universitaire et dans les médias
De 1972 à 1998 Starkey a enseigné l'histoire à la London School of Economics. Durant cette période, il entame une carrière en tant que diffuseur, sur BBC Radio 4 Le labyrinthe moral, Un programme de débats, sur lequel il interrogeait des « témoins » qui ont fourni des opinions sur des questions morales contemporaines. Starkey a été élu Fellow de la Société des antiquaires de Londres en 1994. Il a été fait Commandeur de l'Ordre de l'Empire britannique en 2007. Il a participé à beaucoup d'émissions de télévision sur la période Tudor et a été conseiller technique pour la série Les Tudors.
En août 2011, Starkey a suscité la controverse en déclarant dans un débat que certaines des prédictions d'Enoch Powell développées dans son célèbre discours de 1968 « Rivers of blood » (« Discours des fleuves de sang ») avaient été confirmées lors des émeutes d'août 2011 en Angleterre.

## Prises de position
En 2023, lors de la National Conservatism Conference, David Starkey déclare que la gauche serait « jalouse » de la « la primauté morale de l'Holocauste » et chercherait à remplacer sa mémoire par celle de l'esclavage dans une prétendue tentative de détruire la « culture blanche »,.

## Vie personnelle
Starkey est ouvertement homosexuel. Il vit avec l'éditeur et concepteur de livres James Brown. Starkey a souvent parlé de la sexualité dans l'émission de radio Le labyrinthe moral.